# Rada Miejska Sewastopola

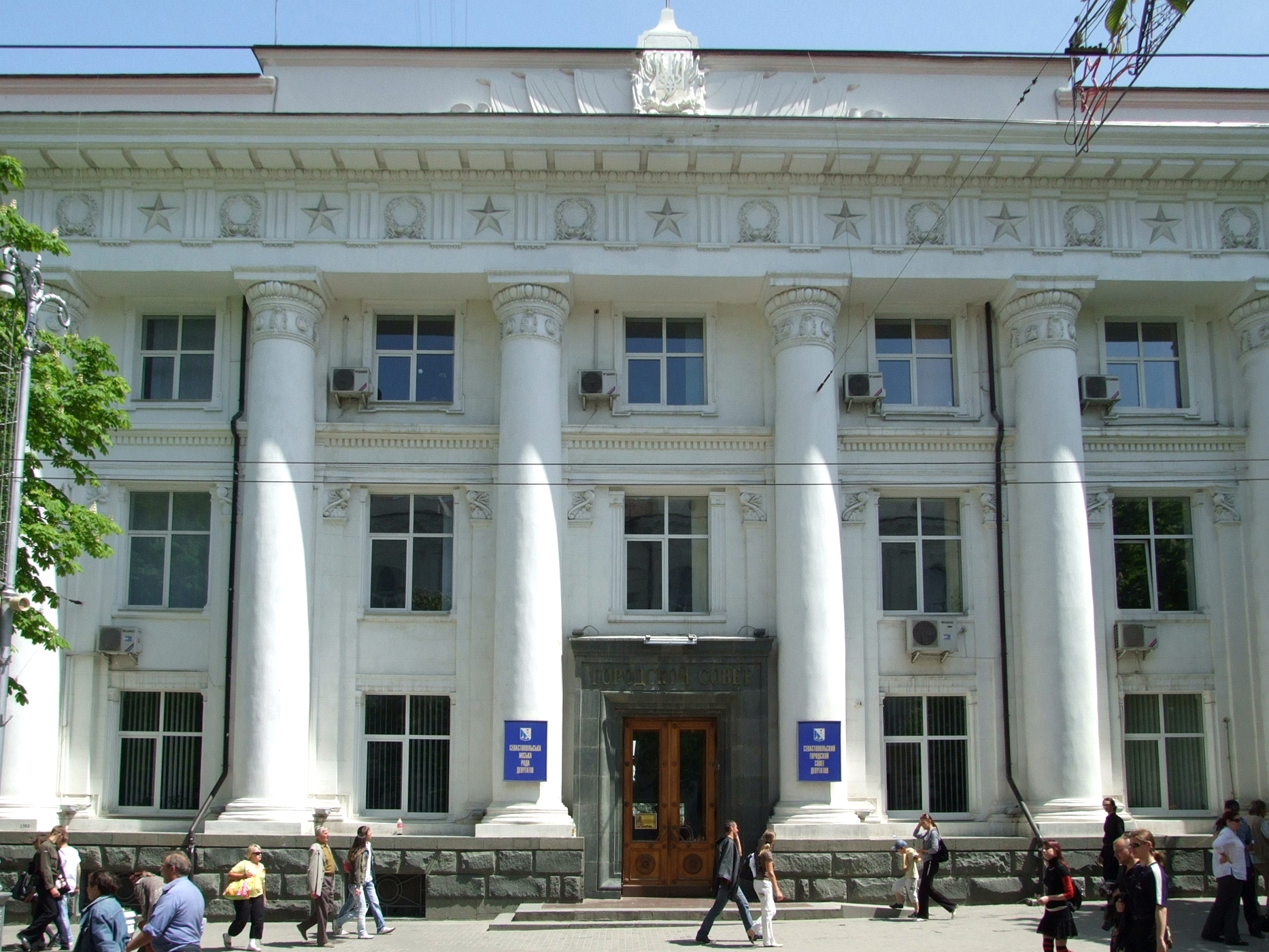
Budynek Rady Miejskiej Sewastopola

Rada Miejska Sewastopola (ukr. Севастопольська міська рада) – organ samorządu terytorialnego na prawach obwodu w Sewastopolu na Ukrainie, reprezentujący interesy mniejszych samorządów – rad rejonowych, miejskich, osiedlowych i wiejskich, w ramach konstytucji Ukrainy oraz udzielonych przez rady upoważnień. Siedziba Rady znajduje się w Sewastopolu.

## Przewodniczący Rady
- Wałerij Saratow (do 13 kwietnia 2010)
- Jurij Dojnykow (od 13 kwietnia 2010)